# Relaxa (canção)
"Relaxa" é um single do cantor de Funk ostentação brasileiro MC Guimê. foi lançado oficialmente em 8 de janeiro de 2015 para download digital no iTunes Store e no Google Play.

## Faixas
| Descarga digital |          |         |  |
| N.º              | Título   | Duração |  |
| 1.               | "Relaxa" | 3:03    |  |

## Vídeo e musica
O videoclipe da canção foi lançado em 22 de dezembro de 2014, no YouTube. O vídeo foi produzido por DJ Wilton. Menos de um mês apos seu lançamento o vídeo já ultrapassava a marca de um milhão de visualizações.